# Público (Portugal)
Público is een Portugese krant met hoofdzetel in de stad Maia. De krant had in 2016 een oplage van 32.147 exemplaren.

## Geschiedenis
Público werd op 31 oktober 1989 opgericht door een groep journalisten en de investeerdersgroep Sonae en verscheen voor het eerst op 5 maart 1990. Het jaar daarop trad de krant toe tot het World Media Network, bestaande uit een combinatie van verschillende kranten in de wereld. In 1992 nam het Italiaanse mediabedrijf Repubblica International Holding SA een aandeel van 16,75% in de krant. Ongeveer drie jaar later lanceerde de krant haar website Público Online.